# Metania kiliani
Metania kiliani är en svampdjursart som beskrevs av Cecilia Volkmer-Ribeiro och Costa 1992. Metania kiliani ingår i släktet Metania och familjen Metaniidae.
Artens utbredningsområde är havet utanför Brasilien. Inga underarter finns listade i Catalogue of Life.